# Boġča
Boġča war eine türkische Masseneinheit (Gewichtsmaß).
- 1 Boġča = 4 Batman = 6320 Dirham (osmanisch) = 20,268 Kilogramm
- Türkische Saumlast Ostanatolien: 1 Aṣil yük = 8 Boġča = 32 Batman (Amider) = 6320 Dirhem (1 D. = 3,207 Gramm) = 162,144 Kilogramm